# Квинт Огулний Гал
Квинт Огулний Гал (на латински: Quintus Ogulnius Gallus; * 330 пр.н.е.; † 250 пр.н.е.) e известен политик на Римската република през 3 век пр.н.е. Произлиза от фамилията Огулнии.

## Политическа кариера
Като народен трибун (заедно с брат му Гней Огулний Гал) той издава през 300 пр.н.е. закона Lex Ogulnia, който позволява и на плебеите достъп до жрецките служби.
През 296 пр.н.е. той е едил и с пари от глобите построява на римските създатели Ромул и Рем един бронзов паметник. Квинт става особено известен с ръководството на делегацията до Епидавър през 292 пр.н.е.. Повод е голямата епидемия в Рим. За борбата с нея по съвет на книгите на Сибила, той донася в Рим лечителният бог Асклепий във форма на змия. Построяват му светилище и епидемията свършва.
През 273 пр.н.е. той е в делегацията, ръководена от Квинт Фабий Максим Гург c Нумерий Фабий Пиктор до Птолемей II, с която Рим започва за пръв път дипломатически контакти с Египет.
През 269 пр.н.е. Квинт Огулний Гал e консул с Гай Фабий Пиктор. Той помага за въвеждането на сребърните монети по гръцки пример в Рим. Първите сребърни монети са с образите на Ромул и Рем.
През 257 пр.н.е. той е диктатор за подготовка на Feriae Latinae.